# Blackburneus pseudocalvus
Blackburneus pseudocalvus är en skalbaggsart som beskrevs av Bordat 2005. Blackburneus pseudocalvus ingår i släktet Blackburneus och familjen Aphodiidae. Inga underarter finns listade.